# Citizen Cup 1990
Il Citizen Cup 1990 è stato un torneo di tennis giocato sulla terra rossa. È stata la 6ª edizione del torneo, che fa parte della categoria Tier II nell'ambito del WTA Tour 1990. Si è giocato ad Amburgo in Germania dal 30 aprile al 6 maggio 1990.

## Campionesse

### Singolare
Steffi Graf ha battuto in finale  Arantxa Sánchez Vicario con il punteggio di 5–7, 6–0, 6–1

### Doppio
Gigi Fernández /  Martina Navrátilová hanno battuto in finale  Larisa Neiland /  Helena Suková con il punteggio di 6–2, 6–3